# Diocesi di Mawlamyine
La diocesi di Mawlamyine (in latino Dioecesis Maulamyinensis) è una sede della Chiesa cattolica in Birmania suffraganea dell'arcidiocesi di Yangon. Nel 2023 contava 14.240 battezzati su 1.383.340 abitanti. È retta dal vescovo Maurice Nyunt Wai.

## Territorio
La diocesi comprende la divisione del Tenasserim e la parte centro-meridionale dello Stato Mon in Myanmar.
Sede vescovile è la città di Mawlamyine, dove si trova la cattedrale della Sacra Famiglia.
Il territorio è suddiviso in 28 parrocchie.

## Storia
La diocesi è stata eretta il 22 marzo 1993 con la bolla Ad efficacius consulendum di papa Giovanni Paolo II, ricavandone il territorio dall'arcidiocesi di Yangon.

## Cronotassi dei vescovi
Si omettono i periodi di sede vacante non superiori ai 2 anni o non storicamente accertati.
- Raymond Saw Po Ray † (22 marzo 1993 - 31 maggio 2023 dimesso)
- Maurice Nyunt Wai, succeduto il 31 maggio 2023

## Statistiche
La diocesi nel 2023 su una popolazione di 1.383.340 persone contava 14.240 battezzati, corrispondenti all'1,0% del totale.
| anno | popolazione | popolazione | popolazione | presbiteri | presbiteri | presbiteri | presbiteri                | diaconi | religiosi | religiosi | parrocchie |
| anno | battezzati  | totale      | %           | numero     | secolari   | regolari   | battezzati per presbitero | diaconi | uomini    | donne     | parrocchie |
| ---- | ----------- | ----------- | ----------- | ---------- | ---------- | ---------- | ------------------------- | ------- | --------- | --------- | ---------- |
| 1999 | 6.856       | 2.384.880   | 0,3         | 10         | 10         |            | 685                       |         | 1         | 31        | 7          |
| 2000 | 7.018       | 2.441.738   | 0,3         | 11         | 11         |            | 638                       |         | 2         | 33        | 7          |
| 2001 | 7.192       | 2.494.762   | 0,3         | 9          | 9          |            | 799                       |         | 3         | 31        | 7          |
| 2002 | 7.429       | 2.544.657   | 0,3         | 12         | 12         |            | 619                       |         | 6         | 32        | 7          |
| 2003 | 7.614       | 2.595.549   | 0,3         | 14         | 14         |            | 543                       |         | 6         | 32        | 7          |
| 2004 | 7.771       | 2.621.889   | 0,3         | 16         | 16         |            | 485                       |         | 6         | 35        | 8          |
| 2013 | 9.657       | 2.956.000   | 0,3         | 20         | 20         |            | 482                       |         | 8         | 38        | 11         |
| 2016 | 10.312      | 1.417.313   | 0,7         | 26         | 26         |            | 396                       |         | 2         | 44        | 13         |
| 2019 | 14.520      | 1.383.900   | 1,0         | 26         | 26         |            | 558                       |         |           | 48        | 13         |
| 2021 | 14.350      | 1.410.800   | 1,0         | 26         | 26         |            | 551                       |         |           | 41        | 13         |
| 2023 | 14.240      | 1.383.340   | 1,0         | 26         | 26         |            | 547                       |         | 2         | 41        | 28         |